# Friedrich von Balz

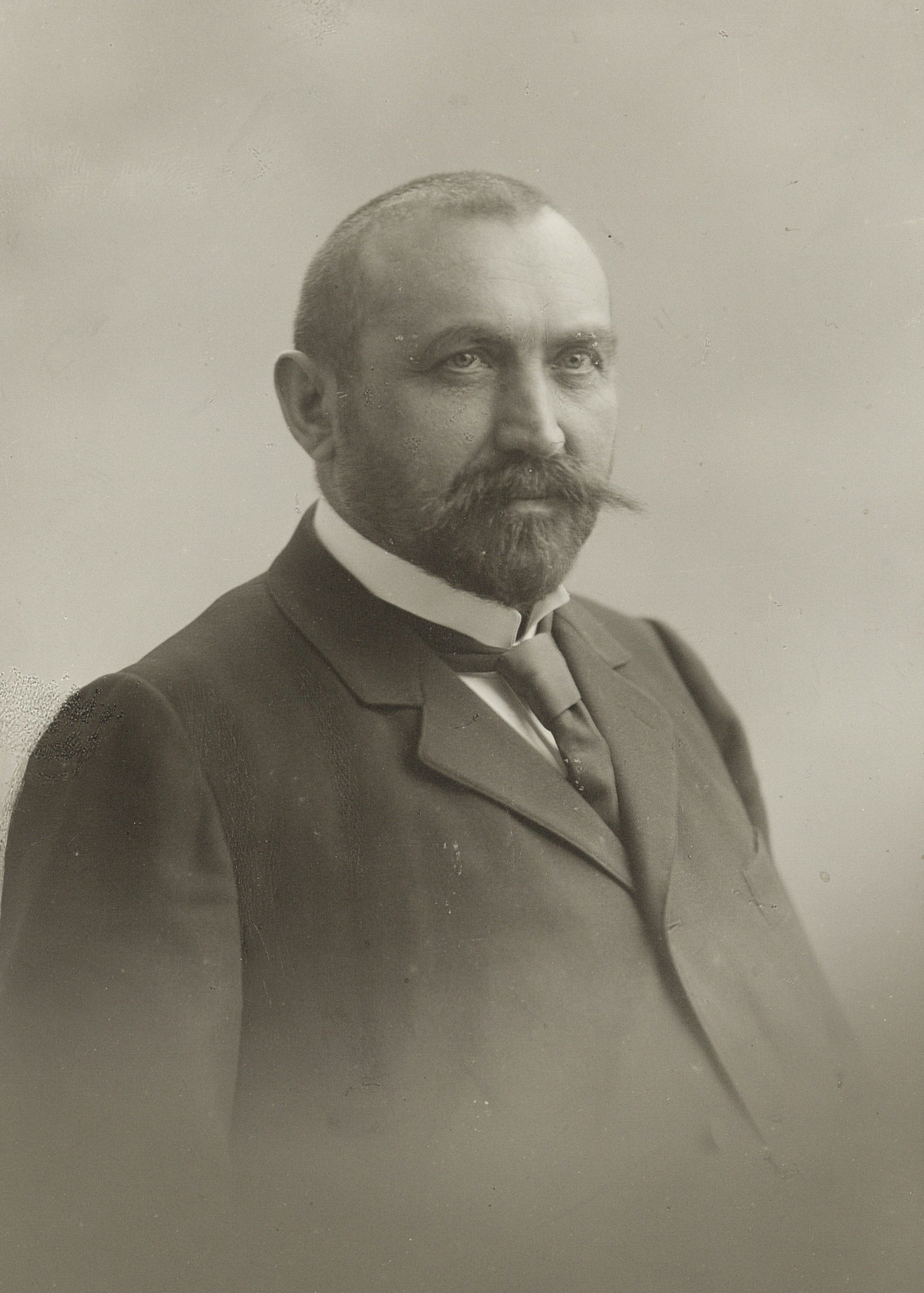
Friedrich von Balz

Friedrich von Balz (* 28. März 1848 in Kleingartach; † 10. Juli 1922 in Stuttgart) war ein deutscher Jurist und württembergischer Landtagsabgeordneter. 

## Leben
Von Balz studierte von 1866 bis 1869 Jura an den Universitäten Tübingen und Heidelberg und legte 1871 die zweite juristische Staatsprüfung ab. Er arbeitete anschließend an den Oberamtsgerichten Nürtingen und Laupheim und war von 1873 bis 1879 Stadtrichter in Stuttgart. Seit 1879 war er für die Königlich württembergische Eisenbahndirektion tätig, dort stieg er bis 1893 zum Präsident der Generaldirektion auf. 1899 wurde er zum Staatsrat, 1907 dann zum Geheimen Rat ernannt. Von Balz war im Nebenamt Unterstaatssekretär in der Verkehrsabteilung des württembergischen Departements der Auswärtigen Angelegenheiten und der Angelegenheiten des Königlichen Hauses. 1880 wurde er in die Freimaurerloge „Zu den 3 Cedern“ in Stuttgart aufgenommen.
Als Mitglied der nationalliberalen Deutschen Partei saß von Balz von 1895 bis 1912 im württembergischen Landtag. Von 1907 bis 1910 war er stellvertretender Fraktionsvorsitzender der Deutschen Partei, von 1911 bis 1911 hatte er den Fraktionsvorsitz inne. 
Daneben war von Balz von 1879 bis 1882 Vorstand des Spar- und Konsumvereins Stuttgart und er war Vorsitzender des Verwaltungsrates der Lebensversicherungs- und Ersparnisbank in Stuttgart.

## Ehrungen
- 1900: Preußischer Roter Adlerorden II. Klasse mit Stern
- 1912: Ehrenbürger von Kleingartach